# Bekzod Abdurahmonov
Bekzod Abdurahmonov (* 15. března 1990 Taškent) je uzbecký zápasník-volnostylař.

## Sportovní kariéra
Zápasení se věnoval od 8 let v rodném Taškentu. Potom co v 17 letech dostal disciplinární trest za hrubé chování a byl vyřazen z reprezentace, odjel za starším bratrem Muzaffarem do Spojených států. V kansaském Colby se první dva roky učil anglický jazyk na místní komunitní škole a zápasil za školní tým Trojans pod vedením Steva Lampeho. Po dvou letech dostal stipendium na pensylvánské univerzitě v Clarionu, kde zápasil za tým Golden Eagles. Po skončení školy se přesunul do Bostonu, kde se věnuje trenérské práci v místních bojových klubech a na Harvardově univerzitě. Dále si přivydělává zápasením v regionálních soutěžích v bojovém sportu MMA.
V roce 2014 na sebe upozornil druhým místem na prestižním americkém volnostylařském turnaji Dave Schultz Memorial a dostal pozvánku do uzbecké reprezentace. V září téhož roku obsadil třetí místo před domácím publikem na mistrovství světa v Taškentu v neolympijské váze do 70 kg. V roce 2016 se vítězstvím na druhé světové olympijské kvalifikaci v Istanbulu kvalifikoval ve váze do 74 kg na olympijské hry v Riu. V Riu prohrál v úvodním kole s ruským Kabarďanem Aniuarem Gedujevem 5:10 na technické body. Přes opravy se probojoval do souboje o třetí místo s Ázerbájdžáncem Džabrajilem Hasanovem. Do poslední minuty zápasu vstupoval s výraznou ztrátou 2:8 na technické body. Závěrečným tlakem však snížil deset sekund před koncem v parteru na 7:8, ale kýžený bod nedostal ani po podaném protestu. Konečným výsledkem 7:9 na technické body obsadil 5. místo.

## Výsledky
| Turnaj            | 2014 | 2015 | 2016 | 2017 | 2018 | 2019 |
| Turnaj            | 24   | 25   | 26   | 27   | 28   | 29   |
| Turnaj            | -70  | -70  | -74  | -74  | -74  | -74  |
| ----------------- | ---- | ---- | ---- | ---- | ---- | ---- |
| Olympijské hry    |      |      | 5.   |      |      |      |
| Mistrovství světa | 3.   | úč.  |      | 5.   | 3.   | úč.  |
| Asijské hry       | 1.   |      |      |      | 1.   |      |
| Mistrovství Asie  | —    | 1.   | —    | 1.   | 7.   | —    |